# Fragata Covadonga
La Covadonga fue una fragata de la clase River de la Marina de Canadá, botada en 1944 y bautizada como HMCS Sea Cliff (K344). En 1946 fue adquirida por el gobierno de Chile.
Chile adquirió en 1946 tres fragatas de esta clase al gobierno de Canadá. La Armada las bautizó como fragatas Iquique, Esmeralda y Covadonga.

## Características

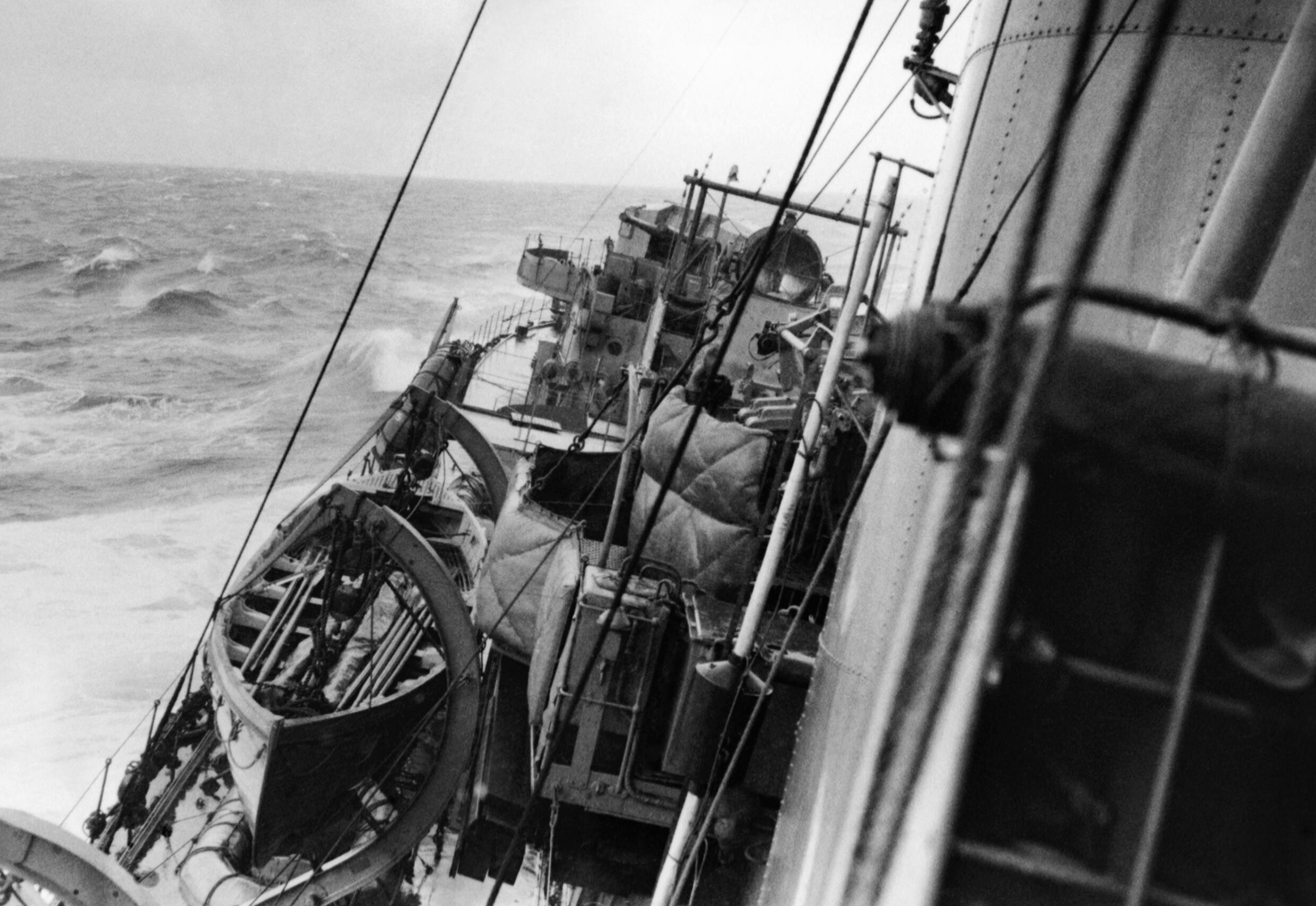
En el Atlántico Norte

Tenía un desplazamiento de 2.216 toneladas. Su eslora era de 91,8 metros y calaba 4 metros. Con una potencia de máquina de 5.500 HP desarrollaba una velocidad de 17,7 nudos.
Su armamento consistía en: 1 cañón de 120 mm, 1 cañón de 101,6 mm, 4 ametralladoras de 20 mm, 4 deslizadores para cargass de profundidad, 2 morteros y 1 erizo.

## Historia
La fragata Covadonga fue una de las 151 fragatas de la clase River construidas entre 1941 y 1944 empleadas como escolta antisubmarina de los convoyes que navegaron en el Atlántico Norte durante la Segunda Guerra Mundial.
Las fragatas de la clase River tuvieron un exitoso desempeño como escoltas de convoyes por su porte y condiciones marineras. Podían llevar cualquier tipo de arma, poseían gran radio de acción, velocidad y eran confortables para las tripulaciones que tenían que soportar largas patrullas. Terminada la guerra varias fueron vendidas a muchas Armadas. Una de ellas, el HMCS Stormont fue adquirida por Aristóteles Onassis y transformada en el lujoso yate Cristina O.
La fragata Covadonga fue construida en los astilleros Davie Shipbuilding & Repairing Co. Ltd., Lauzon, Quebec, Canadá. Su quilla fue puesta en 1943 y lanzada al agua en agosto de 1944. Entró en servicio el 26 de septiembre de 1944. Adquirida por Chile a la Royal Canadian Navy el 21 de mayo de 1946. Llegó a Chile el 25 de junio de 1946

## Servicio en la Armada de Chile

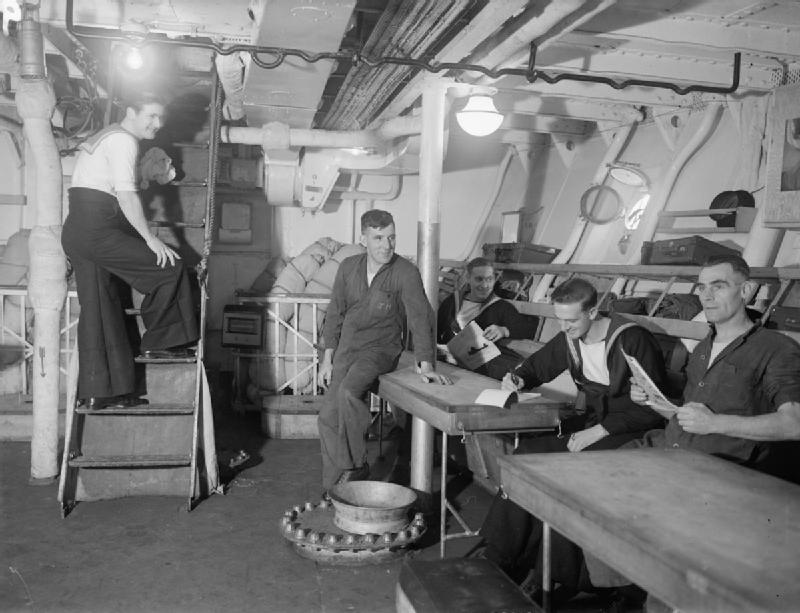
Uno de los entrepuentes - Batayola con coyes

- 1946 llegó a Chile el 25 de junio.
- 1947-1948 Integró la Segunda Expedición Antártica Chilena.
- 1966 Fue dada de baja según D.S. N° 1151 del 19 de diciembre.
- 1967 Transformada en pontón a contar del 1 de marzo.
- 1987 Usada como blanco, fue hundida.